# Ливелато (Ђенова)
Ливелато је насеље у Италији у округу Ђенова, региону Лигурија.
Према процени из 2011. у насељу је живело 217 становника. Насеље се налази на надморској висини од 382 м.